# Tutta salute
Tutta salute è stato un programma televisivo di informazione dedicato alla salute e al benessere, in onda su Rai 3 dal 2016 al 2020. Nella stessa fascia oraria viene sostituito da Elisir a partire dal 7 settembre 2020, trasmissione quotidiana ridimensionata nel 2016 quando, fino a quel momento, era stata condotta da Michele Mirabella e Virginie Vassart.
L'ultima edizione edizione estiva con la denominazione Tutta Salute - a gentile richiesta andò in onda a partire dal 13 luglio del 2020.
Nella stagione 2016/2017 gli autori del programma furono Sara Bonetti, Vera Carbonetti, Giovanni Laccetti, Michele Mirabella, Marco Piazza, Luisella Ratiglia, Mario Sagna, Marcello Scancarello e Sergio Soraci. Con il titolo Il sabato di Tutta Salute andava in onda il riassunto dell'intera settimana.